# 7-Eleven (wielerploeg)
Het 7-Eleven Cycling Team was een Amerikaanse wielerploeg die in 1981 werd opgericht door Jim Ochowicz als amateur-ploeg. Deze werd gesponsord door de winkelketen 7-Eleven en door de fietsenfabrikant Schwinn.

## Historie
In 1985 werd de ploeg professioneel. Ze werd uitgenodigd tot deelname aan de Ronde van Italië 1985. De ploeg lijfde Andy Hampsten in met een tijdelijk contract van 30 dagen. Tot ieders verbazing was de ploeg erg succesvol: Ron Kiefel en Andy Hampsten wonnen elk een rit. 7-Eleven was welkom in de Ronde van Frankrijk 1986. Alex Stieda droeg hier als eerste Canadees ooit de gele trui, al was dat slechts voor één dag. Steve Bauer deed hem dat na in 1990. Het hoogtepunt was de eindoverwinning van Andy Hampsten in de Ronde van Italië 1988, waarbij hij ook de bergprijs in de wacht sleepte. De ploeg bleef een van de grootste in de daaropvolgende tien jaar. In 1991 werd het sponsorschap overgenomen door Motorola, dat tot 1996 actief bleef in de wielersport.

## Bekende renners
- Raúl Alcalá
- Norman Alvis
- Frankie Andreu
- Steve Bauer
- Alex Stieda
- Andy Bishop
- Andrew Hampsten
- Ron Kiefel
- Dag Otto Lauritzen